# Take 5
Take 5 var ett amerikanskt pojkband från Orlando, Florida. Bandet bestod av fem medlemmar — Stevie Sculthorpe, Tilky Jones, Tim "TJ" Christofore samt bröderna Ryan och Clay Goodell — och släppte två album (Take 5, 1998 och Against All Odds, 2000).

## Sverige
1998 uppträdde Take 5 på OKEJ-dagen i Stockholm.  

## Diskografi
Album
- 1998 - Take 5
- 2000 - Against All Odds

Singlar / EP
- 1994 - XXL THE JAZZ PROJECT (12" vinyl)
- 1998 - Never Had It So Good (Radio Edit) / Never Had It So Good (Album Version) / Jump Up
- 1998 - I Give (Full Radio Edit) / I Give (Main Mix) / I Give (Veit Mix) / I Give (Instrumental)
- 2000 - Shake It Off (Radio Edit) / Shake It Off (Instrumental)